# Chùa Minh Thành (Gia Lai)

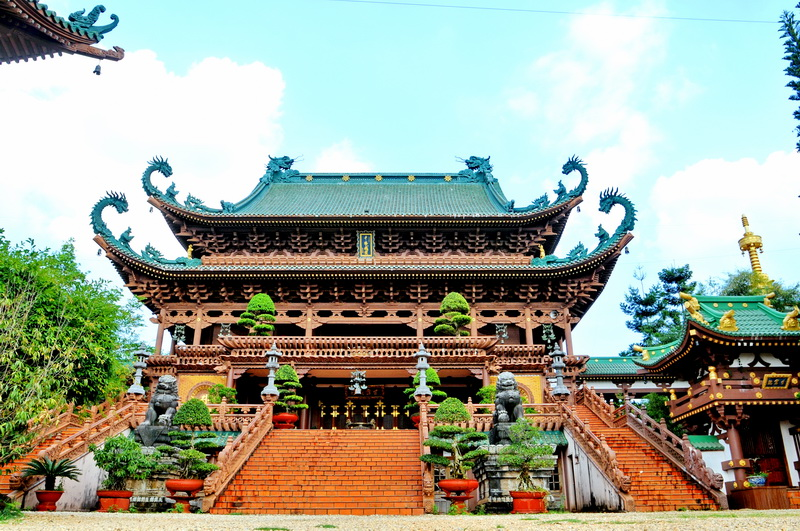
Chánh điện chùa Minh Thành có thể mường tượng tới mái Khuê Văn Các, góc đao chùa Tây Phương, đỡ mái hiên chùa Keo, ngói Âm Dương truyền thống.

Chùa Minh Thành là ngôi chua nằm cách trung tâm thành phố Pleiku khoảng 2Km tọa lạc ở số 348 đường Nguyễn Viết Xuân, phường Hội Phú, thành phố Pleiku, tỉnh Gia Lai. Chùa Minh Thành được xem là điểm tham quan hấp dẫn của thành phố Pleiku - Gia Lai. Chùa Minh Thành lấy phong cách kiến trúc chùa Nhật Bản. Chùa được xây dựng từ năm 1964 dưới sự trụ trì của Hòa thượng Thích Giác Đạo và trở thành nơi thờ cúng, dâng hương của Phật tử trong vùng.

## Lịch sử xây dựng

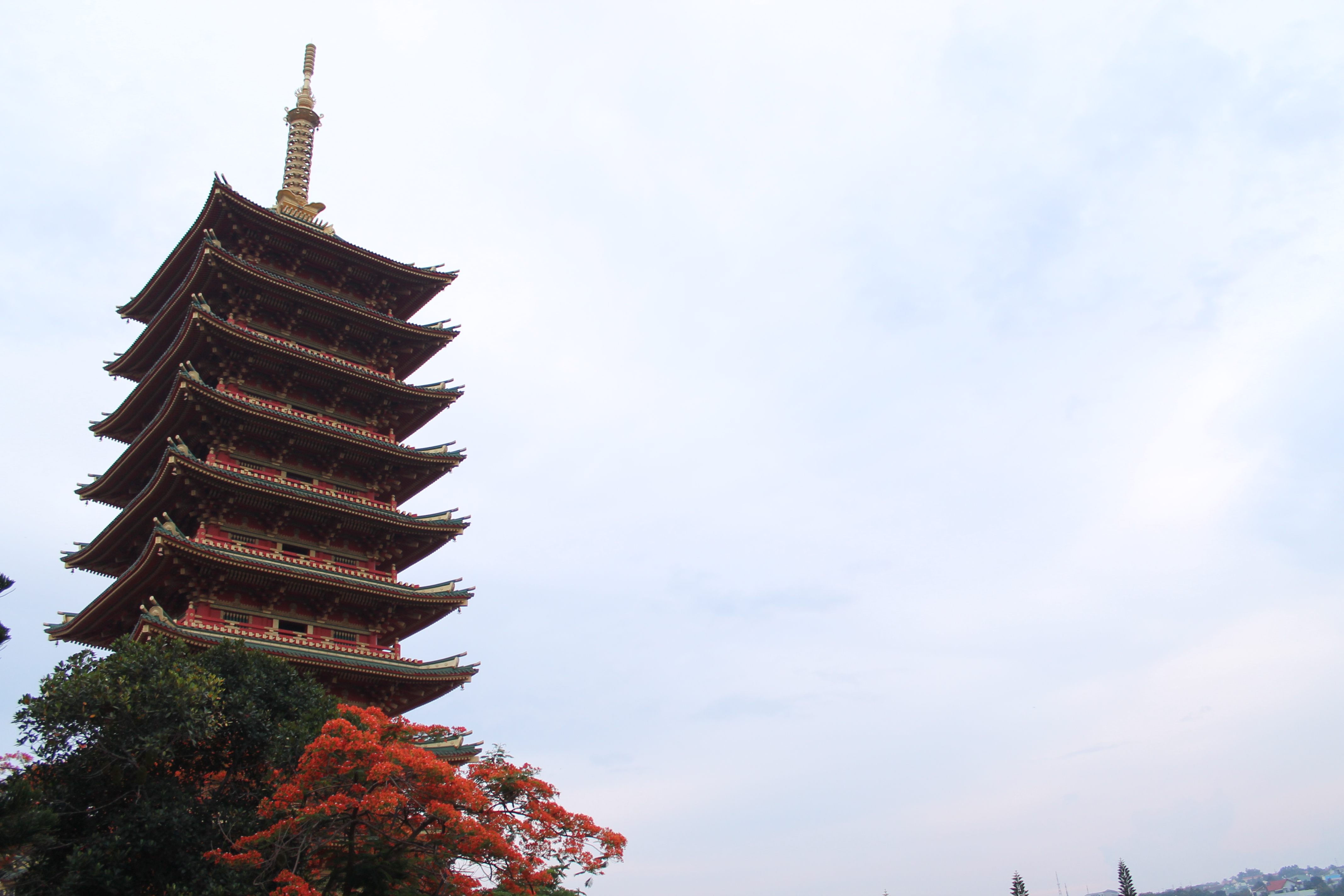
Bảo tháp chứa Xá Lợi Chùa Minh Thành

Chùa Minh Thành do Đại đức Thích Tâm Mãn làm trụ trì. Đai Đức xuất gia và tu học từ 6 tuổi và ở Pleiku, tỉnh Gia Lai, năm 1987 Thầy vào chùa Niết Bàn núi Thị Vải, năm 1989 Thầy lên thành phố Hồ Chí Minh và ở chùa Long Bửu, Khánh Hội quận 04 trong khoảng thời gian thầy ở chùa Long Bửu 11 năm và du học Đài Loan được 7 năm, Đại đức Thích Tâm Mãn đã tốt nghiệp thủ khoa cao học mỹ thuật học Phật giáo, kiến trúc chùa tháp Phật giáo, nghệ thuật Phật giáo, là người tu sĩ đầu tiên ở Việt Nam tốt nghiệp khoa này. Đại đức đang là giảng viện của Phật học viện Phật giáo. Ngôi chánh Điện có hai tầng, Đại Hùng Bửu Điện và Đại Bi Điện.

## Kiến trúc
Kiến trúc chùa ngay tại chánh điện được xây dựng theo một hình thức đơn giản của mạn-đà-la (maṇḍala). Vòng tròn tượng trưng như một đóa hoa sen nở trọn - là căn bản của vũ trụ luận Mật giáo. Kiến trúc chùa lấy phần lớn từ kiến trúc chùa thời Lý, Trần. Đây là sự giao thoa giữa văn hoá truyền thống thời Lý, Trần và phong cách Nhật Bản, kết hợp hài hoà với kiến trúc Trung Quốc, Đài Loan tạo nên một vẻ đẹp kiêu sa, lộng lẫy nhưng cũng rất uy nghi.  Với đặc điểm phức tạp và hoa mỹ mang tính nghệ thuật cao, kết cấu bền vững tỉ mỉ từng chi tiết như con sơn, khớp mộng đòi hỏi những người thợ lành nghề nhất nắm được những kỹ thuật mới có thể thực hiện được. 
Thông thường, có hai bộ mạn-đà-la là: Kim cang giới mạn-đà-la (vajradhātu-maṇḍala) và Thai tạng giới mạn-đà-la (garbhadhātu-maṇḍala), là đại biểu tượng trưng cho trí tuệ sở chứng của Phật và biểu tượng cho phương tiện độ sinh của Ngài. Mỗi mạn-đà-la đều dựa trên một số chủ điểm tư tưởng của Đại thừa giáo. 
Những tác phẩm nghệ thuật chạm khắc tượng ở nơi đây, dựa trên nền tảng của triết học Mật giáo. Nó bao hàm cả hai khía cạnh văn chương và triết lý, gần như tất cả tinh hoa của tư tưởng và văn học Phật giáo Đại thừa Mật tông.
Cửa chánh điện chiều cao 6m, khung cửa dày 4 tấc với 6 cánh cửa dày 2 tấc, được chạm khắc 6 vị đại Bồ Tát trên hệ thống cửa. Bộ lư và đèn được làm bằng chất liệu gốm, phục chế theo phong cách đời Lê mạt. Bàn thờ Phật tại chánh điện lớn nhất, với chiều dài 6m và cao 1,2m. Bộ chuông mõ lớn nhất. Kế đến là cặp bảo cái, cặp tràng phan, bệ hoa sen được đưa từ Nhật về. Các tượng Phật và Bồ tát thì được đưa từ Đài Loan về.
Chánh điện chùa cao 16m, trần nhà làm bằng gỗ pơ-mu, và sập gụ, bên trong chánh giữa điện tôn trí tượng Tỳ Lô Giá Na Phật, cao 6m, nặng 16 tấn, mỗi cách sen có chạm khắc nổi những vị Phật, và vách phía sau là bát thập bát Phật (88 vị Phật). Ngũ phương Phật (5 vị Phật) Đông, Tây, Nam, Bắc, bát bộ kim cang (8 vị Hộ pháp), tượng Bổn Sư Thích Ca Mâu Ni Phật, ngoài ra còn có các tượng Văn Thù, Phổ Hiền,
Hai bên tả hữu, tôn trí tượng Thập nhị Duyên Giác (12 vị đại bồ tát), mỗi tượng cao ba mét làm bằng gỗ mít, sơn son thiếp vàng, Hai bên vách chánh điện có 30 ngàn vị Phật. Tất cả các bức tượng này được chạm nổi vào tường rất công phu. Đại Bi đường thờ Quan Thế Âm Bồ Tát Thiên Thủ Thiên Nhãn, mà theo cách gọi dân dã đó là Phật nghìn mắt nghìn tay, theo phong cách Việt Nam, cao 7,5m, thờ hai bên tượng Thiên Thủ Thiên Nhãn là 2 tượng Hộ pháp cao 3m, ba pho tượng được chạm khắc bằng gỗ thờ tại tầng dưới theo hướng tây của chánh điện.
Tháp Từ Ân thờ tổ khai sơn, tháp có ba tầng mái, lợp ngói âm dương, trang trí rồng và hoa sen cách điệu. Bên trái chánh điện là tháp chuông, tôn trí đại hồng chung nặng 4 tấn thờ bên trái chánh điện.
Trước sân chùa Tượng đức Phật A Di Đà bằng đá, cao 7,5m, nặng 40 tấn được tôn trí uy nghiêm giữa hồ nước Liên Trì ao sen với hoa nở ánh hồng cả mặt nước.
Một công trình khác đang được thi công và sắp hoàn thành đó là ngôi bảo tháp thờ Xá Lợi 9 tầng cao 72m, được tôn trí bên trong bảo tháp là 4 vị Thiên thủ Thiên nhãn, cao 8m và ngang 3,5m, được chạm khắc rất tinh tế sống động từng chi tiết bằng gỗ mít. Tầng 1 và các tầng khác sẽ là nơi thờ thất Phật và Xá lợi của đức Phật Thích Ca Mâu Ni. Trước ao Liên Trì là lư hương bằng đồng lớn nhất, cao 4m, nặng 4 tấn.
Bên phải chánh điện là khu tăng phường (gồm trai đường, giảng đường, thiền đường và tàng kinh các) có diện tích hàng ngàn mét vuông, và những công trình khác như; phương trượng đường; khách đường. Những công trình đang sắp hoàn thành, xây cổng tam quan; nhà Tổ; nhà tăng; Điện thờ 500 vị La hán được làm bằng gỗ mít. Giới đường, đang chuẩn bị thi công, điện thờ Tứ Đại Thiên Vương.